# 29197 Gleim
29197 Gleim este un asteroid din centura principală de asteroizi.

## Descriere
29197 Gleim este un asteroid din centura principală de asteroizi. A fost descoperit pe 15 ianuarie 1991 la Tautenburg de Freimut Börngen. El prezintă o orbită caracterizată de o semiaxă mare de 2,46 ua, o excentricitate de 0,18 și o înclinație de 0,1° în raport cu ecliptica.